# Намюр (крепость)
Намюр (фр. Citadelle de Namur) — мощная крепость в городе Намюр, в одноимённой валлонской провинции, Бельгия. Является одним из крупнейших фортификационных сооружений Европы. Общая площадь крепости превышает 80 гектар.

## Расположение
Крепость находится к югу от исторического центра Намюра, к юго-востоку от Брюсселя. Комплекс расположен на высоте 190 метров над уровнем моря на каменистом отроге при слиянии рек Маас и Самбра.

## История

### Ранний период
Выгодное географическое расположение привело к тому, что ещё в древности на месте нынешней крепости существовало поселение. Согласно данным археологических изысканий, уже в галло-римскую эпоху, в I веке н. э. здесь имелось укрепление. Во время Великого переселения народов форт не раз переходил из рук в руки, был разграблен и пришёл в упадок. Однако невероятно выгодное расположение привело к постепенному возрождению торгового поселения и строительству новых защитных сооружений.

### Средние века
В IX веке появилась деревянная крепость. Это было сооружение, обнесённое двойным частоколом. Его возвели не позднее 890 года. Вокруг быстро стало расти торгово-ремесленное поселение. В документах, относящихся к 925 году, упоминается первый граф Намюра по имени Беренгер. Но известно, что только в 974 году графы Намюрские построили на этом месте свою главную резиденцию. Жилой укреплённый комплекс был возведён на скалистом холме над местом слияния Мааса и Самбры. Вскоре деревянные внешние укрепления сменились каменными.
Военное значение крепости возросло в 1429 году, когда Филипп III Добрый завладел графством Намюр. Он включил его в состав Бургундского герцогства, а крепость расширил и модернизировал.
В 1477 году, не желая оказаться в зависимости от ненавистного французского короля Людовика XI, герцогиня Мария Бургундская (единственная дочь Карла Смелого, внучка Филиппа Доброго и наследница обширных владений) решила выйти замуж за Максимилиана I, сына императора Священной Римской империи Фридриха III. Таким образом, этот богатый регион стал частью владений семьи Габсбургов.

### Главные осады

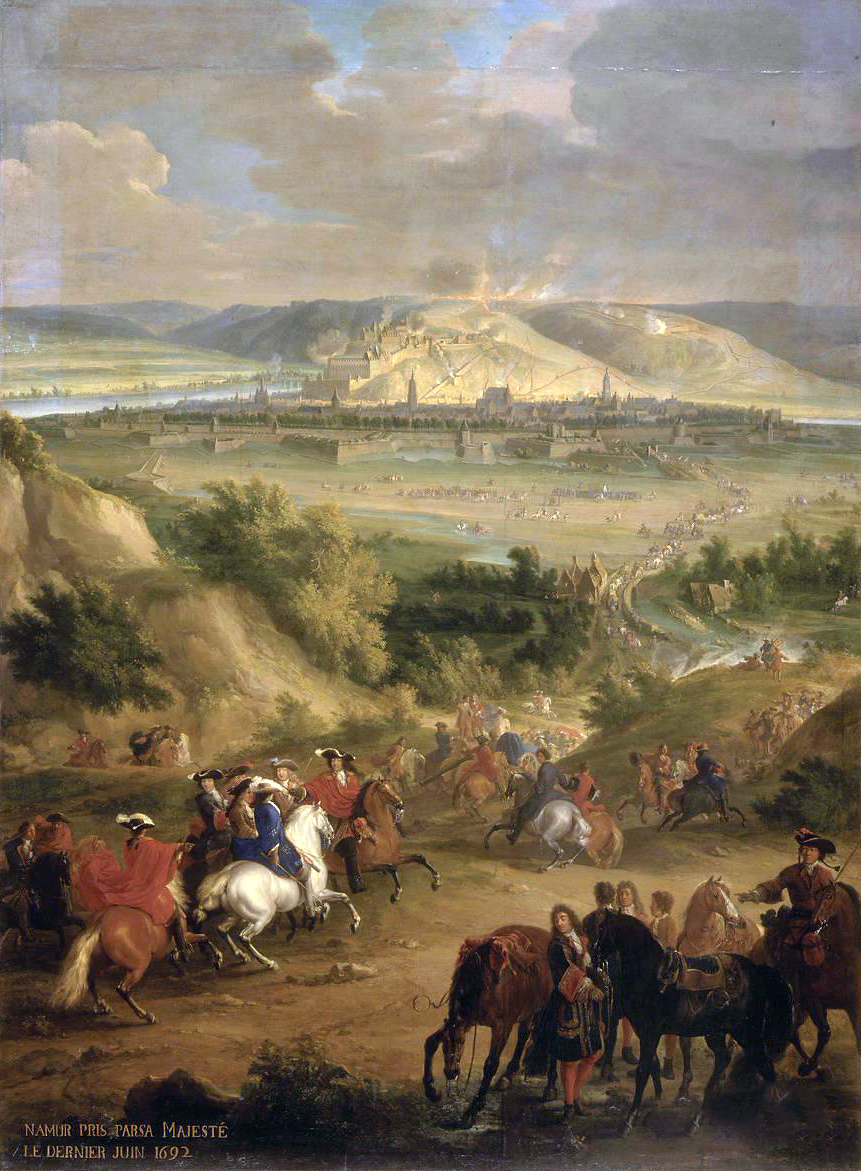
Осада крепости Намюр в 1692 году. Картина кисти Жана-Батиста Мартена

Крепость Намюр не менее двадцати раз оказывалась в осаде в период в XV по XIX века. Наиболее значимыми были следующие осады:
- 1488 год. Горожане Намюра вступили в конфликт с правителями Бургундского герцогства в ходе гражданской войны в Бургундских Нидерландах. Во время осады активно применялось огнестрельное оружие.
- 1577 год. Войска испанского полководца Хуана Австрийского в ходе внезапной атаки смогли захватить крепость.
- 1692 год. Армия французского короля Людовика XIV во время Войны Аугсбургской лиги после успешной осады заставили гарнизон капитулировать.
- 1695 год. Войско Великого альянса во время Войны Аугсбургской лиги смогло отвоевать Намюр.

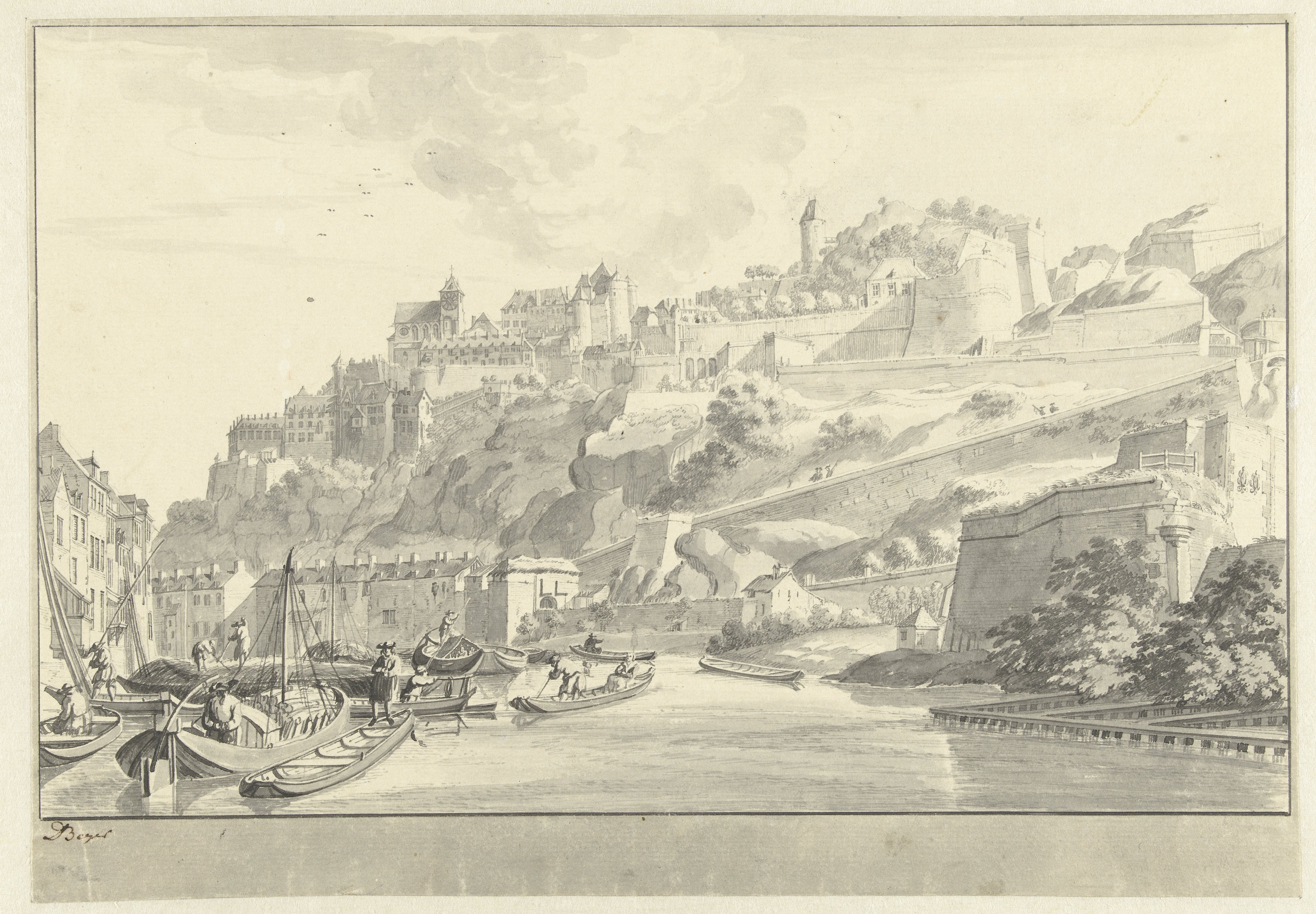
Крепость на рисунке 1740 года

- 1746 год. Французская армия под командованием полководца Морица Саксонского во время Войны за австрийское наследство осадило Намюр. Через три недели голландский гарнизон капитулировал[3].
- 1792 год. В ходе Французских революционных войн после короткой осады и решительного штурма французы захватили крепость[3].
- 1794 год. Во время Войны первой коалиции французы вновь овладели крепостью.

### XIX век

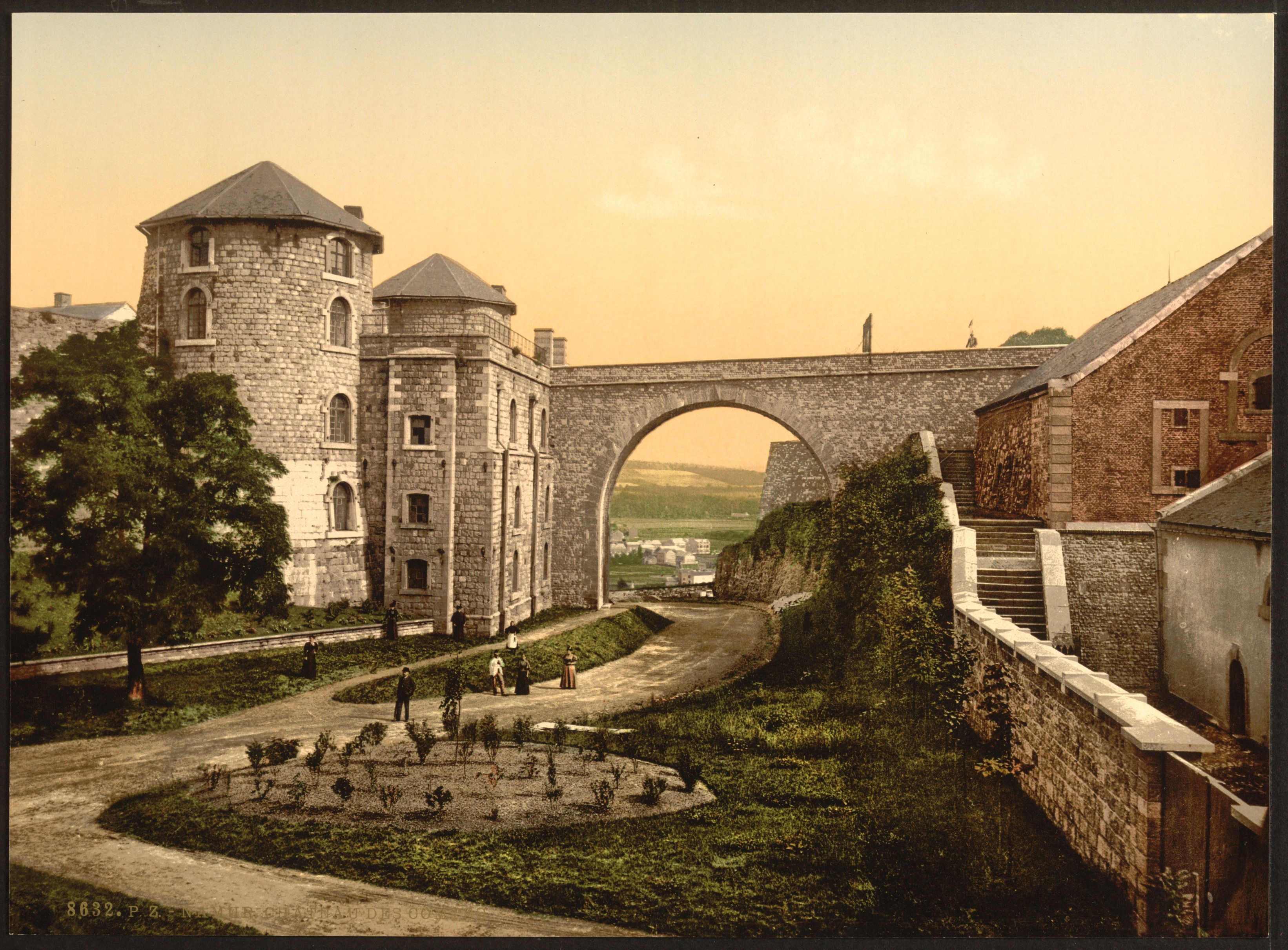
Крепость на открытке 1890 года

После того, как Намюр оказался в составе владений Наполеона I, крепость называли бесполезной и устаревшей. Однако в 1815 году после Венского конгресса и образования нового голландского государства было принято решение восстановить и модернизировать крепость.
В 1830 году в ходе Бельгийской революции восставшие смогли быстро овладеть крепостью. После образования независимой Бельгии началось расширение и усиление защитных свойств прежних фортификационных сооружений.
К концу XIX века старинная крепость утратила прежнее значение. Для обороны города Намюр начали создавать систему внешних фортов, расположенных по периметру за городской чертой. С 1891 года по приказу короля Леопольда II крепость была частично демилитаризована. Обширную территорию цитадели и окружающих её укреплений превратили в большой парк. Военные сохранили контроль лишь над незначительной частью прежних сооружений. При этом гауптвахта использовалась до Первой мировой войны как склад материалов, а в бывших казармах гарнизона размещались инженерные части.

### XX век

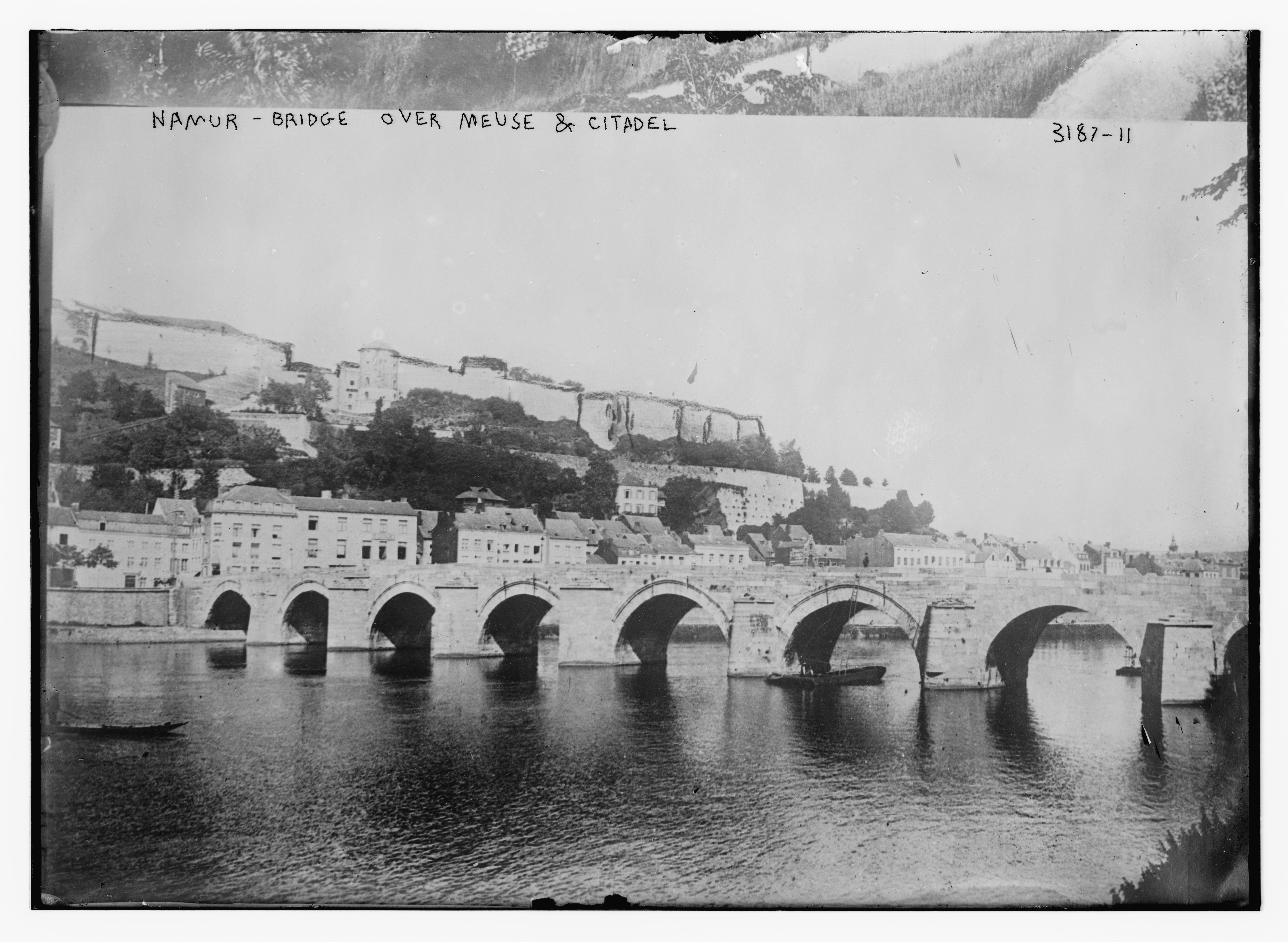
Крепость Намюр на фотографии 1910 года

К началу Первой мировой войны крепостью Намюра часто называли не укрепления на скалистом холме в центре города, а всю систему фортов. Эти укрепления оказались плохо подготовлены к осаде. 20 августа 1914 года к Намюру подступили немецкие войска. Через три дня форты подверглась мощному артиллерийскому обстрелу. Осада продолжалась всего шесть дней, и 26 августа гарнизон капитулировал.
В 1918 году после заключения Компьенского перемирия солдаты бельгийской армии вновь вернулись в казармы крепости. В 1933 году условия службы в устаревших главных сооружениях были признаны нездоровыми. Гарнизон перевели в казармы в Жамбе.
Ещё в 1910 году к старой крепости проложили канатную дорогу. Вскоре после завершения Второй мировой войны власти решили построить новую линию. Большая часть бывшей крепости вновь стала использоваться как парк и место отдыха горожан. В 1975 году командование бельгийской армии объявило о том, что готово полностью передать крепость в распоряжение властей города Намюр. В 1977 году последние солдаты покинули казармы.

## Описание

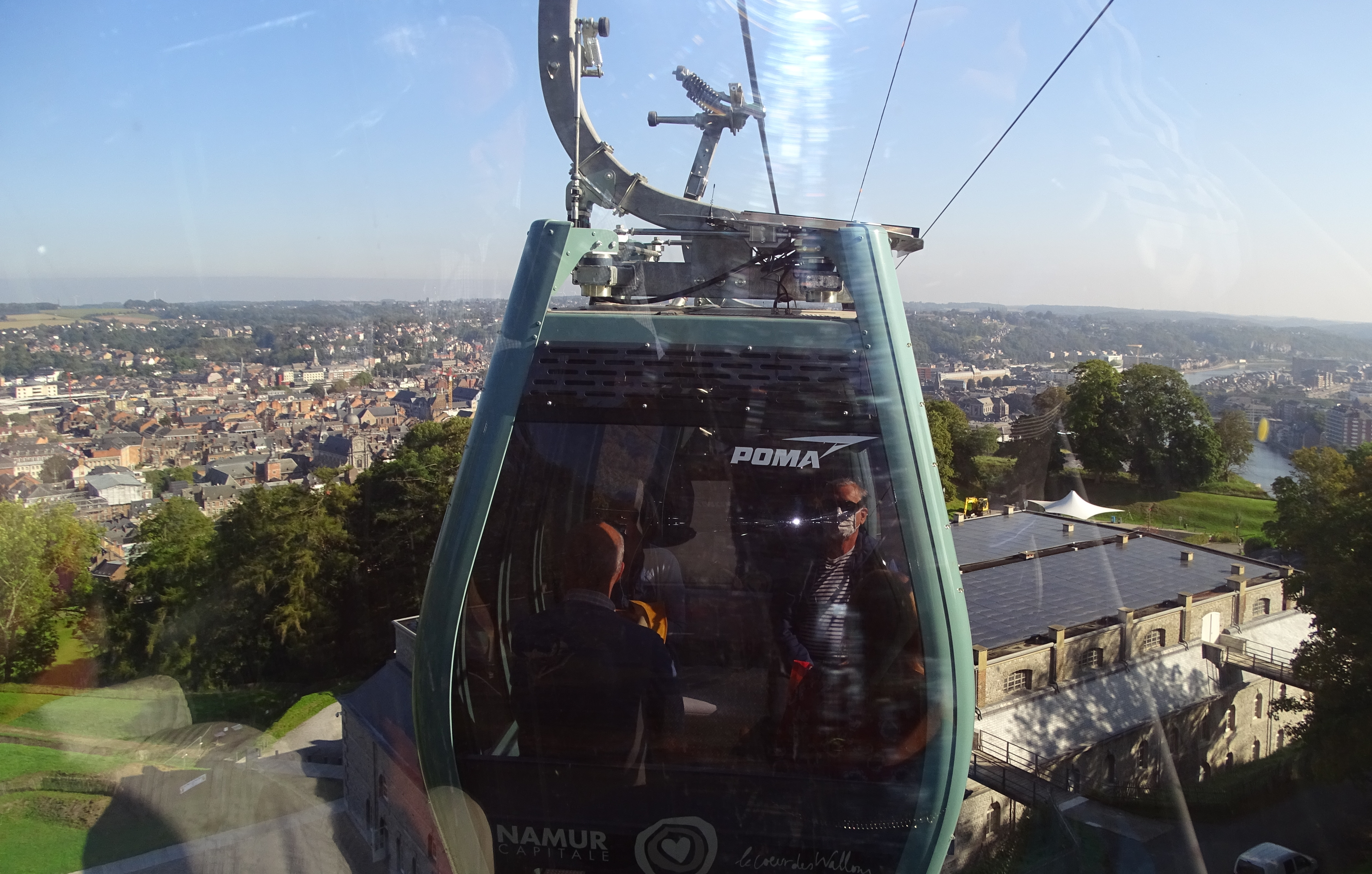
Кабинка канатной дороги

Цитадель состоит из трёх частей, которые расположены на трёх уровнях и называются (сверху вниз) «Донжон», «Медиана» и «Терра Нова».
Вероятно, в XIV веке вокруг графского замка (донжона) была построена двойная стена. В скальной породе вырубили кольцевой ров. Одна из башен, возведённых в 1370 году для защиты системы внешних ворот, стала частью будущей средней крепости — Медианы, которая играла роль форбурга. Эта башня, называемая Dessus bordial, уже в XV веке была перестроена для размещения в ней артиллерии.
Перед старым средневековыми укреплениями между 1542 и 1559 годами по проекту итальянского архитектора Донато де Бони была построена серия дополнительных укреплений, которые и образовали Среднюю крепость — «Медиану». Однако само название начали использовать только с XVII века.
Между 1631 и 1675 годами голландские инженеры возвели форт «Терра Нова» (Нижняя крепость). В 1692 году знаменитый знаменитый фортификатор Себастьен Ле Претр де Вобан перестроил крепость, добавив треугольные бастионы. Между 1695 и 1698 годами инженер Менно ван Кугорн построил подземную пекарню.
Во время реконструкции цитадели, проводившейся между 1815 и 1830 годами, были разобраны прежние казармы и вторая внешняя стена. На их месте возвели новый арсенал и здание штаба, а также новые казармы, где могли разместиться 1200 солдат. Причём до 1837 года в этих помещениях не имелось системы отопления.
Жилые здания, существовавшие с XVII века, где ранее проживали офицеры, снесли в 1913 году.
Между 1893 и 1899 годами в старой части крепости построили гостиницу Grand Hôtel de la Citadelle Но здание сгорело в 1914 году после обстрела немецкими артиллеристами. В 1930 году его отремонтировали. Сейчас в нём находится центр обучения профессионалов гостиничного бизнеса.

## Современное использование
В 1959 году в нижней части крепости устроили парк имени королевы Фабиолы. Здесь появились аттракционы и другие развлечений для детей. С той поры назначение этой части укреплений не изменилось.
Форт «Терра Нова» по предварительной договорённости можно арендовать для проведения мероприятий и праздничных торжеств. С марта 2013 года по май 2014-го проводился ремонт бывшей гауптвахты. Сейчас здесь галерея, где проводятся выставки. Рядом находится ресторан.
Здание бывшего штаба используется для нужд Государственной археологической службы Валлонии.
Несколько раз в год в крепости проводятся спортивные мероприятия. В частности здесь проходят велогонки (велокросс Cyclocross de Namur Citadelle). Кроме того, цитадель является финишной точкой шоссейных гонок «Гран-при Валлонии».

## Галерея

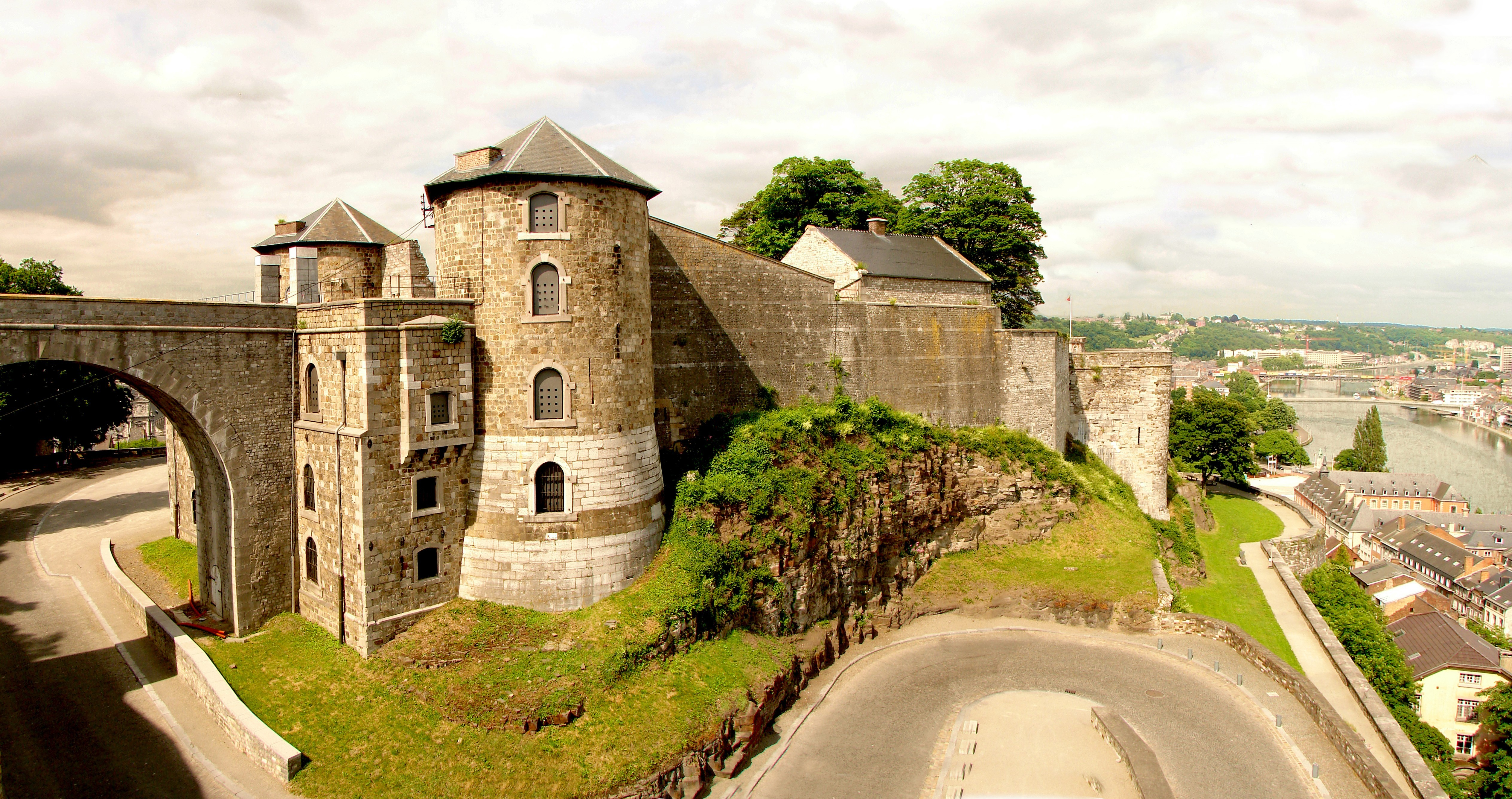
Самая старая часть крепости («Донжон» или «Цитадель»)
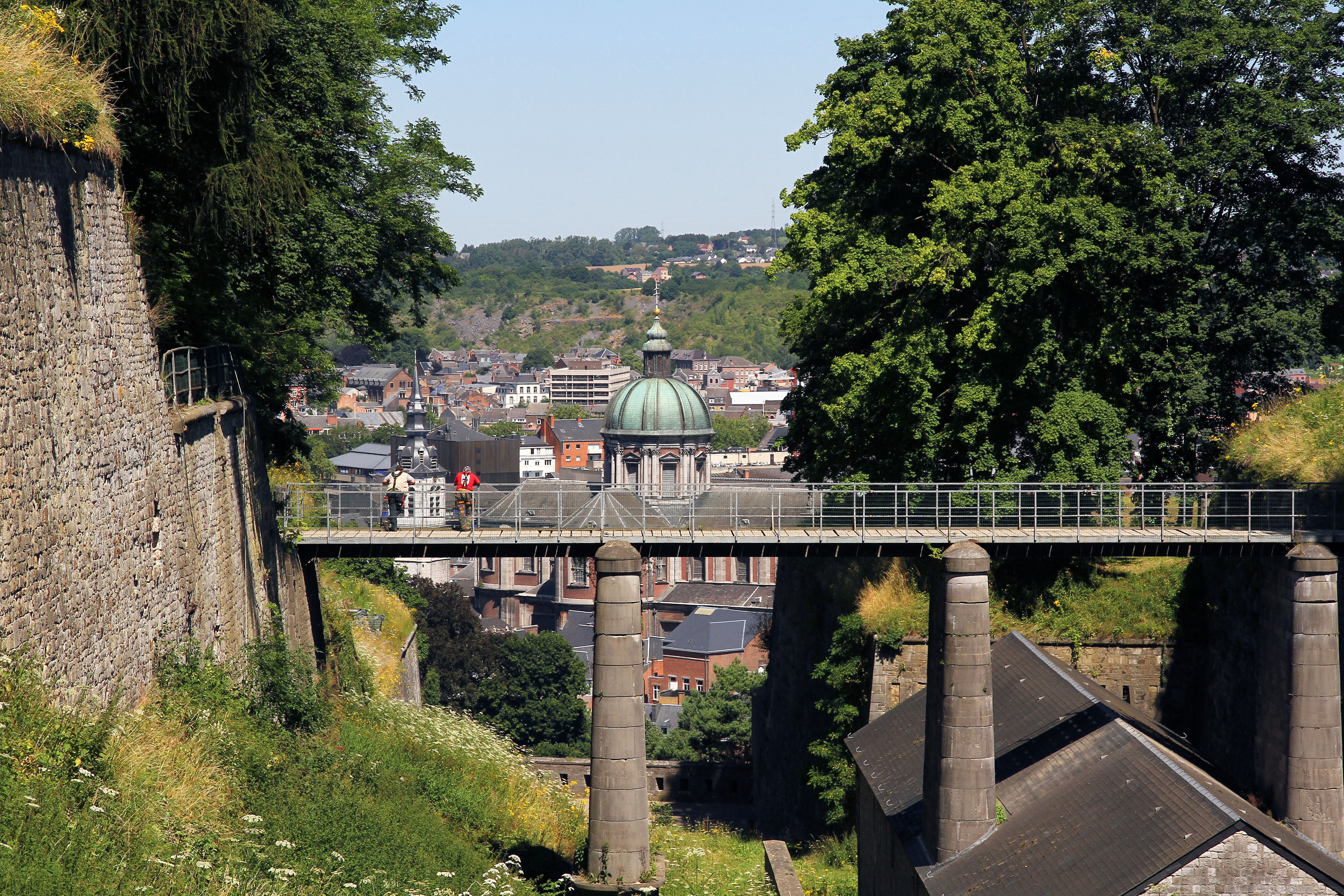
Мост, ведущий в Верхнюю крепость
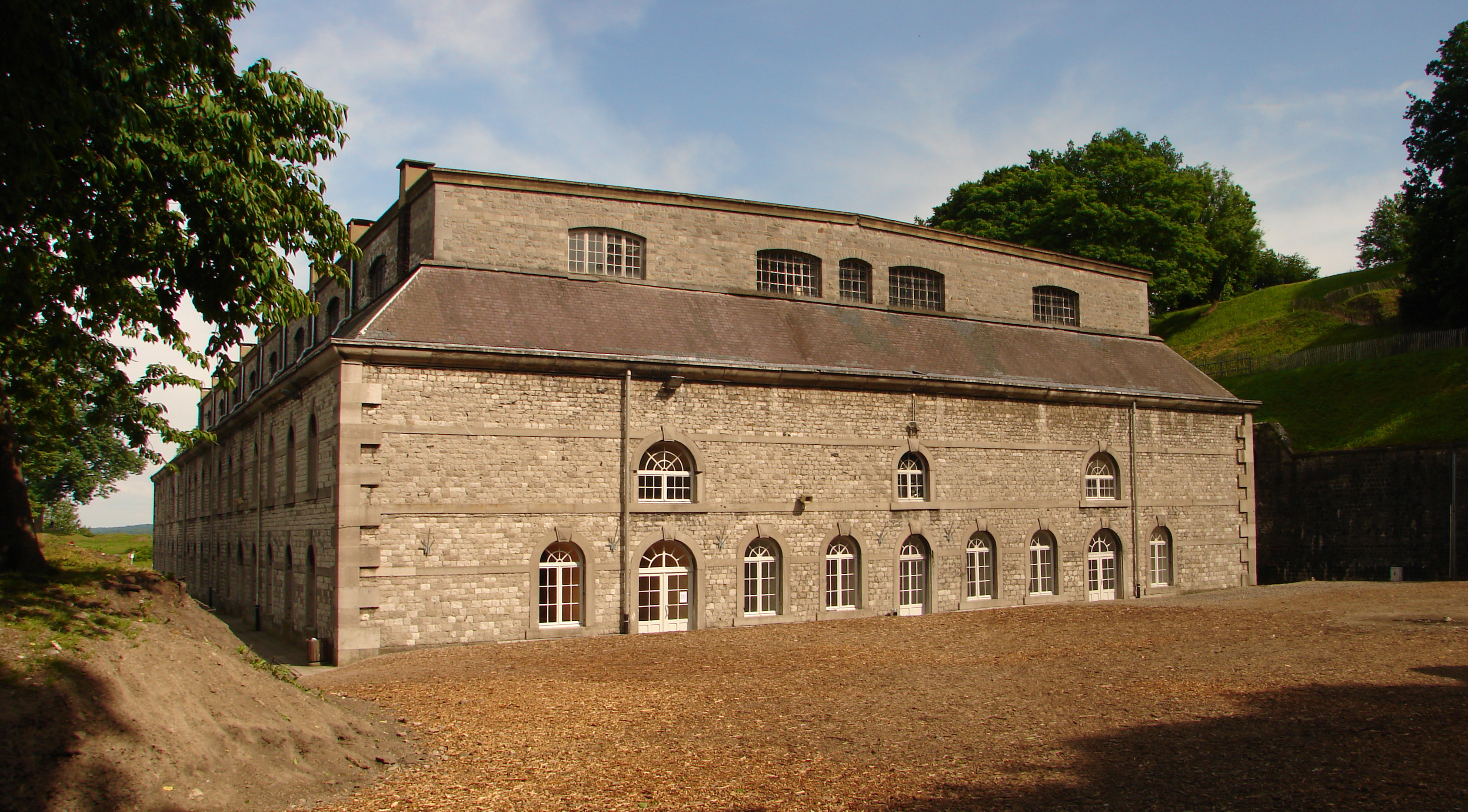
Бывшие солдатские казармы
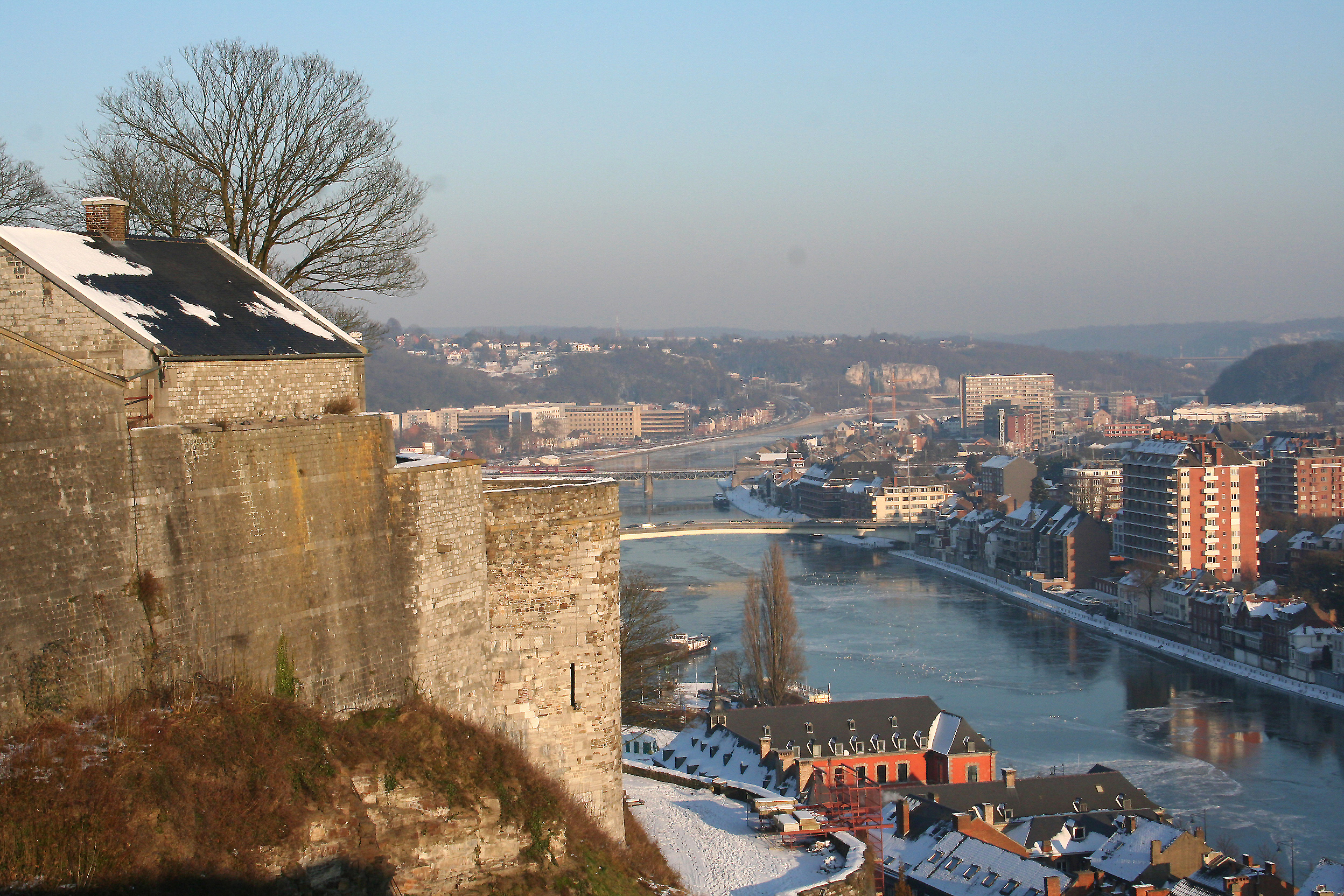
Вид из крепости на город
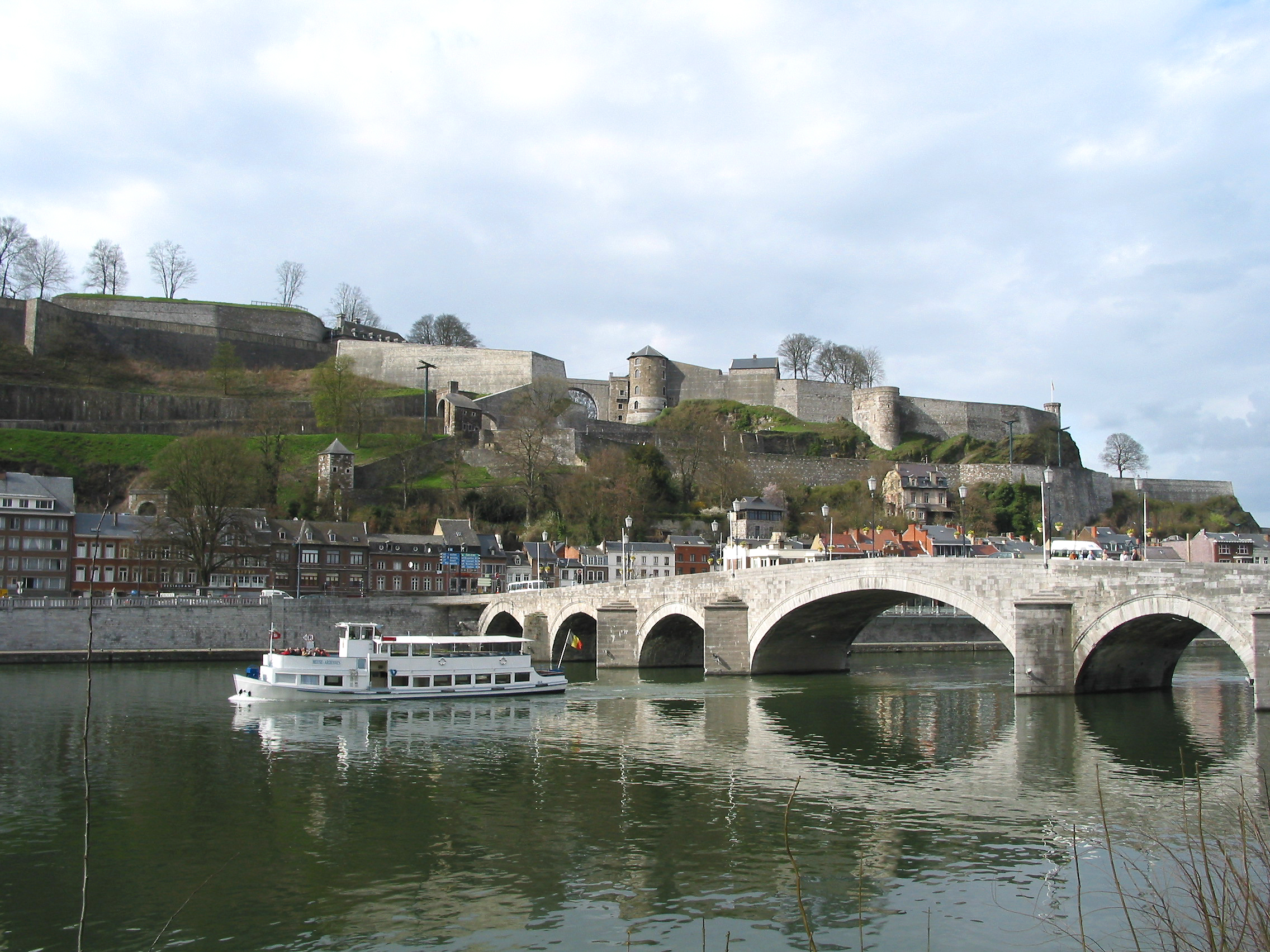
Вид крепости с юго-восточной стороны